# Cykelhjul
Et cykelhjul er et hjul bygget til en cykel. På en almindelig tohjulet cykel er forhjulet monteret på cyklens forgaffel og baghjulet direkte på stellet.

## Konstruktion
Et typisk moderne cykelhjul er opbygget omkring et nav, som sidder midt i hjulet. I navet er indkapslet en aksel og to lejer. Akslens ender, der stikker ud fra navet, benyttes til at spænde hjulet fast på cyklens forgaffel. Akslen kan være fastspændt med bolte, men på racercykler og mountainbikes benyttes ofte såkaldte "quick release" eller stiftaksler, som kan løsnes uden brug af værktøj. På navets kapsel er der huller, hvorigennem hjulets eger kan sættes fast. Egernes anden ende spændes fast i huller i fælgen med nipler. Niplernes moment er vigtigt, da en forkert moment gør hjulet ekset, dvs. forvredet, for nøjagtig oprettelse skal der bruges specialgrej såsom en hjulopretter som kan fjerne hop og skævhed.
Cykeldækket monteres på fælgen. Mellem dækket og fælgen er et fælgbånd, som sikrer, at cykelslangen ikke kommer i kontakt med niplerne. Et cykelhjul kan være bygget til dæk med løs cykelslange eller til dæk med slangen syet ind – kaldet lukkede ringe.

## Gear
Kraften overføres fra pedalerne via en cykelkæde, der sidder om en krans (tandhjul), som sidder fast på cyklens bageste hjul. På de fleste cykler er det en friløbskrans, der gør at hjulet kan dreje i den ene retning uden kransen behøver at følge med. Men på en fixed-gear cykel er der ingen friløbskrans, hvilket giver den mest simple mekanik.
Mulighed for ændring i forholdet mellem antallet af pedal- og hjulomdrejninger opnås gennem en gearing. Dette kan opnås ved, at baghjulet har flere kranse på en kassette, og hvor kæden kan flyttes af en bagskifter. Dette kaldes udvendige gear. Alternativet er indvendige gear, hvor mekanik inde i navet sørger for en udveksling mellem kransen og navet.

## Størrelse
Cykelhjul produceres i mange forskellige omkreds og bredde. Disse karateristika er afgørende for hjulets vægt, aerodynamik, stivhed og holdbarhed.

### Standarder
Der er lavet flere standarder for cykelhjul og dæk.
International Organization for Standardization har i samarbejde med European Tyre and Rim Technical Organisation (ETRTO) lavet standarden ISO 5775, hvor dækkets bredde og yderkanten af fælgen angives i millimeter og adskilt af en bindestreg. F.eks. 37-622
En anden standard oprindelig fra Frankrig er et dækkets ydre diameter og dækkets bredde målt i millimeter og adskilt af et kryds. F.eks. 700x35 C
En tredje standard oprindelig fra Storbritannien er dækkets ydre diameter, dækkets bredde og evt. dækkets højde (profil) målt i tommer (og evt. angivet i brøker) og adskilt af krydser. F.eks. 28 x 1 5/8 x 1 3/8

### Mest benyttede størrelser i Danmark
|                                     | Fransk     | ETRTO  | Engelsk            |
| Ældre cykler                        | 650 x 35 A | 37-590 | 26 x 1 3/8         |
| Ældre cykler (mindre hjul)          | 600 x 35 A | 37-540 | 24 x 1 3/8         |
| Moderne touringcykler               | 700 x 35 C | 37-622 | 28 x 1 5/8 x 1 3/8 |
| Moderne touringcykler (mindre hjul) | 650 x 47 C | 47-559 | 26 x 1 3/4         |
| Racercykler                         | 700 x 23 C | 23-622 | 28 x 1             |
| Racercykler                         | 700 x 25 C | 25-622 | 28 x 1 5/8 x 1 1/8 |
| Racercykler (mindre hjul)           | 650 x 23 C | -      | -                  |
| Mountainbike                        | -          | 40-559 | 26 x 1,5           |
| Mountainbike                        | -          | 50-559 | 26 x 1,9           |
| Mountainbike                        | -          | 54-559 | 26 x 2,1           |
| Mountainbike                        | -          | 57-559 | 26 x 2,3           |
| Mountainbike                        | -          | 62-559 | 26 x 2,5           |